# NGC 3600
NGC 3600 ist eine Spiralgalaxie vom Hubble-Typ Sa im Sternbild Großer Bär am Nordsternhimmel. Sie ist rund 33 Millionen Lichtjahre von der Milchstraße entfernt und hat einen Durchmesser von etwa 40.000 Lichtjahren. 
Das Objekt wurde am 14. Januar 1788 durch den Astronomen William Herschel mit seinem 18,7-Zoll-Teleskop entdeckt.